# Virginie Hilssone
Virginie Hilssone, née le 11 mars 1988 à Paris, est une présentatrice de télévision française. Spécialisée en météorologie, climat et environnement, elle présente les bulletins météo et intervient régulièrement dans les journaux télévisés des chaînes du groupe France Télévisions (France 3 et France 2) et de BFM TV. À partir de 2022, elle anime la matinale de la radio jeune du service public, Mouv'.

## Biographie

### Enfance et études
Issue du Val-d'Oise, elle est la fille de parents travaillant dans la banque et elle a une sœur qui est dans la finance ; elle s’oriente dès lors vers des études commerciales avec un Baccalauréat économique et social. Elle se réoriente par la suite et obtient finalement un Master 2 en communication et marketing obtenu à l’Institut Montpellier Management.

### Carrière à la télévision

#### Sports
C'est dans le domaine du sport que Virginie Hilssone a commencé sa carrière de journaliste, étant elle-même très impliquée dans le tennis en compétition dès son plus jeune âge. Elle fait  ainsi ses débuts au sein de la rédaction de la chaîne Infosport+ (groupe Canal+) pour laquelle elle réalise des sujets en voix-off pour les différentes éditions de la chaîne. En 2012, et durant deux saisons, elle présente le magazine des Sports Extrêmes sur la chaîne Ma Chaîne Sport Extrême désormais devenue RMC Sport Extrême où elle reçoit de nombreux riders et personnalités qui font l'actualité avec des chroniqueurs en plateau. La même année, elle présente les journaux télévisés sur la chaîne de la TNT locale du Nord, Grand Lille TV, ainsi que la météo.
En 2014, elle rejoint L'Équipe 21 où elle présente de manière ponctuelle une chronique sur l'actualité insolite et du web lors de la matinale du Week-end présentée par Claire Arnoux et Patrice Boisfer. En parallèle, elle réalise et présente quelques reportages pour la chaîne Motorsport.tv.

#### Météo
En 2015, elle rejoint La Chaîne météo où elle suivra une formation approfondie en présentation météorologique aux côtés des prévisionnistes du groupe Météo consult et intervient en tant que second à la présentation des journaux d’information et les bulletins météo de la chaîne.
En 2016, elle effectue aussi des remplacements réguliers sur les chaînes du groupe belge RTBF pour les bulletins météo de La Une après le départ de Tatiana Silva pour TF1 mais aussi dans la matinale de La Deux. La même année, elle est recrutée par la chaîne d’information continue française CNews (anciennement ITélé) en tant que second et est régulièrement sollicitée pour intervenir lors des journaux pour faire des topos sur différents phénomènes météorologiques et climatiques.
En août 2017, elle rejoint en parallèle le service météo du groupe France Télévisions dirigé par Nathalie Rihouet et présente très régulièrement les journaux météo pour les chaînes France 2, avant les JT de 13 heures et 20 heures de France 2 en alternance avec Chloé Nabédian et Anaïs Baydemir, et France 3, en alternance avec Fabienne Amiach. Sur ces deux chaînes, elle fait des topos sur l'information scientifique et les phénomènes météo qui font l'actualité. Sur France 3, elle met en place des focus régionaux, notamment via une photo en ouverture qui illustre le temps dans une région, un village mais aussi en évoquant les micro-climats et particularités de certaines régions.
Depuis novembre 2017, elle intervient aussi sur la chaîne d'information BFM TV en tant que remplaçante pour la présentation des bulletins météo[réf. souhaitée].
En août 2018, elle participe au lancement des nouvelles cartes météo de la chaîne France 3. Elle réalise plusieurs records d'audience dépassant les 18 % de parts d'audience notamment sur France 2.
Elle est aussi approchée par le groupe espagnol Meteored pour qui elle écrit désormais régulièrement des articles sur la météo pour leur site français.
Elle est l'auteure du livre Mieux vivre avec le temps ! paru aux éditions Flammarion en février 2020. Elle publie un deuxième livre en novembre 2020 intitulé Fais de l'hiver ton deuxième été - déploie ton potentiel pour mieux vivre la saison froide aux éditions Jouvence.

### Carrière à la radio
Elle commence sa carrière à la radio en septembre 2012 sur l'antenne de la radio locale parisienne Generations fm où elle présente la météo aux côtés de l'animateur Pascal Cefran durant deux saisons. Depuis février 2015, elle intervient quotidiennement dans la matinale de la radio Mouv' (du groupe Radio France) où elle présente plusieurs chroniques ainsi que les bulletins météo.
Depuis 2022, elle est la présentatrice principale de la matinale de Mouv'.

## Publications
- Virginie Hilssone, Mieux vivre avec le temps !, Flammarion, 2020, 207 p. (ISBN 978-2-08-150635-0) ;
- Virginie Hilssone, Fais de l'hiver ton deuxième été - déploie ton potentiel pour mieux vivre la saison froide, Jouvence, 2020, 144 p. (ISBN 978-2-889-53412-8).